# West Africa Squadron

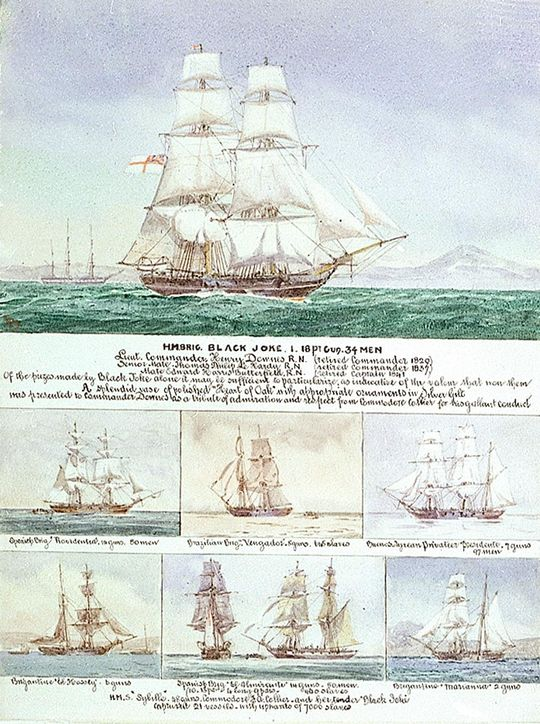
Britische Schiffe des West Africa Squadron

Das West Africa Squadron, auch bekannt als Preventative Squadron, war ein Geschwader (Squadron) der britischen Royal Navy, dessen Ziel es war, den atlantischen Sklavenhandel zu unterbinden, indem es vor der Küste Westafrikas patrouillierte, um Sklavenhändler aufzuspüren und ihre Schiffe zu beschlagnahmen. Es wurde 1808 gegründet, nachdem das britische Parlament den Slave Trade Act 1807 verabschiedet hatte, und hatte seinen Sitz in Portsmouth, England. Es war bis 1856 und dann wieder von 1866 bis 1867 ein unabhängiges Kommando.
Unter dem Druck der Abolitionisten hatte das britische Parlament am 25. März 1807 ein Gesetz verschiedet, das es britischen Untertanen verbot, mit Sklaven zu handeln, Sklavenschiffe zu bemannen, zu finanzieren oder auszustatten. Das Gesetz enthielt auch eine Klausel, die die Beschlagnahme von Schiffen erlaubte, die Sklaven an Bord hatten. Die Umsetzung gestaltete sich jedoch als schwierig. 1808 entsendete die Royal Navy zwei Schiffe, um die Westküste Afrikas zu überwachen, was sich jedoch als völlig unzureichend erwies. Außerdem waren die Briten in den ersten Jahren durch die Koalitionskriege in Europa abgelenkt und britische Verbündete wie Portugal profitierten vom Sklavenhandel. Im Februar 1810 unterzeichnete Portugal unter diplomatischem Druck eine Konvention, die es britischen Schiffen gestattete, die portugiesische Schifffahrt zu überwachen.  Portugal durfte mit der Konvention nur noch mit Sklaven aus seinen eigenen afrikanischen Besitzungen handeln.
Nach dem Ende der napoleonischen Kriege sorgte Viscount Castlereagh dafür, dass eine Erklärung gegen die Sklaverei in den Text des Wiener Kongresses aufgenommen wurde, in der sich alle Unterzeichner zur endgültigen Abschaffung des Handels verpflichteten. Im Jahr 1814 erklärte sich Frankreich bereit, den Handel einzustellen, und Spanien versprach 1817, den Handel nördlich des Äquators einzustellen, wodurch das Mandat des Geschwaders erweitert wurde. 1817 wurden nun sechs Schiffe entsandt, was allerdings immer noch unzureichend war, um eine Küste mit einer Länge von knapp 3000 Kilometern zu kontrollieren. Die frühen Verträge gegen den Sklavenhandel mit ausländischen Mächten wurden oft nur lückenhaft durchgesetzt. Bis 1835 konnte das Geschwader auch nur Schiffe beschlagnahmen, die Sklaven an Bord hatten, so dass Sklavenhändler, die keine Geldstrafen und keine Beschlagnahmung riskieren wollten, ihre Gefangenen einfach ins Meer warfen, sobald sie britische Schiffe erblickten. Für jeden gefundenen Sklaven wurde von den Briten nämlich eine Geldstrafe von 100 Pfund erhoben, was eine hohe Summe war.

Westküste Afrikas mit modernen Staaten

Das Geschwader beschlagnahmte etwa 1.600 Schiffe, die am Sklavenhandel beteiligt waren, und befreite 150.000 Sklaven, die sich zwischen 1807 und 1860 an Bord dieser Schiffe befanden. Viele der befreiten Sklaven, die aus Binnenlandregionen kamen, konnten aufgrund der schwierigen Heimreise nicht mehr in ihre Dörfer zurückkehren. Stattdessen siedelten sich viele in Freetown in Sierra Leone an, eine Stadt, die ein wichtiger Stützpunkt der Aktivitäten der Briten in Westafrika war. Viele befreite Sklaven traten in die Royal Navy oder das West India Regiment ein. Außerdem wurden 35.850 Sklaven als Arbeiter für britische Kolonien in der Karibik rekrutiert. Das West Africa Squadron heuerte auch einheimische Seeleute an, vorwiegend vom Volk der Kru.
Robert Pape erklärte das West Africa Squadron zur teuersten internationalen moralischen Aktion der modernen Geschichte. Die Arbeit im West Africa Squadron war aufgrund der tropischen Krankheiten und psychischen Belastungen sehr strapaziös für die britischen Seeleute. Mehr als 1.500 Männer der Royal Navy kamen im Kampf und durch Krankheiten auf See ums Leben. Tatsächlich konnte das West Africa Squadron aber nur knapp ein Zehntel aller Sklavenschiffe abfangen. Eine größere Rolle für die Bekämpfung der Sklaverei spielten die verschiedenen diplomatischen Abkommen, welche die Briten mit anderen Mächten zur Unterbindung der Sklaverei abschlossen und das zunehmende moralische Stigma der Praxis im 19. Jahrhundert.